# Pedro Veniss

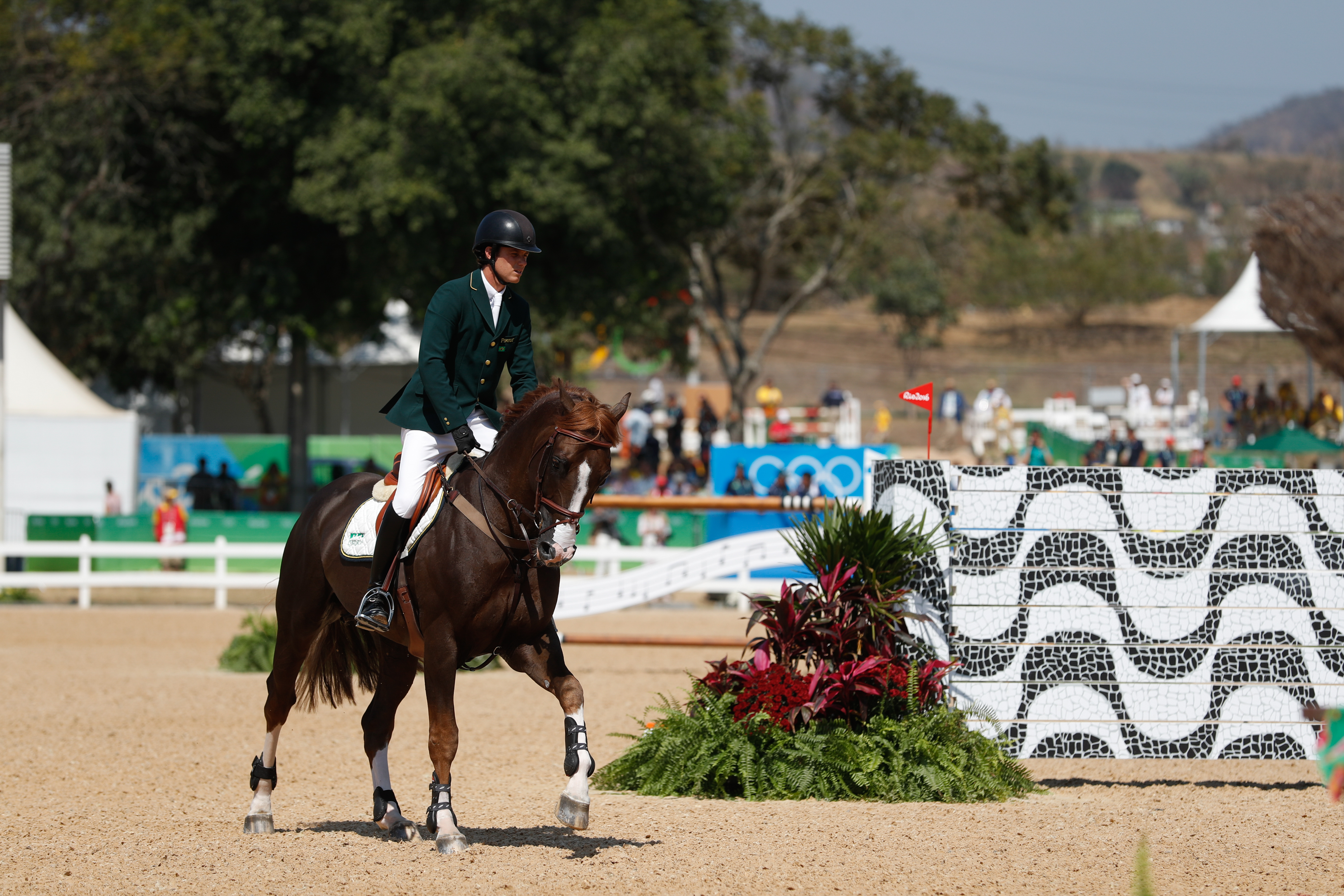
Pedro Veniss mit Quabri de l'Isle bei den Olympischen Sommerspielen 2016

Pedro Veniss (* 6. Januar 1983 in São Paulo) ist ein brasilianischer Springreiter.

## Werdegang
Veniss hatte über seine Eltern früh Kontakt zu Pferden und begann im Alter von vier Jahren mit dem Reiten. Im Alter von 18 Jahren ging er zunächst für ein Jahr nach Belgien zu Nelson Pessoa, blieb dann dauerhaft in Europa.
Bei den Panamerikanischen Spielen 2007 in Rio de Janeiro bestritt er mit Un Blanc De Blancs sein erstes Championat für Brasilien. Die brasilianische Equipe gewann die Goldmedaille, Veniss kam auf den fünften Platz der Einzelwertung.
Bei den Olympischen Spielen 2008 in Hongkong ritt er mit Un Blanc De Blancs für Brasilien. Es folgten Teilnahmen an den Weltreiterspielen 2010 und 2014. Bei den Panamerikanischen Spielen 2015 erreichte er erneut den fünften Platz der Einzelwertung, dieses Mal mit Quabri de l'Isle.
Mit Quabri de l'Isle war er auch bei seinem zweiten Championat in Rio de Janeiro, den Olympischen Spielen 2016, am Start. Brasilien kam auf den fünften Platz der Mannschaftswertung, Veniss wurde im Einzel 16.
Seit Jahresbeginn 2016 betreibt Pedro Veniss zusammen mit Cassio Rivetti einen Turnier- und Handelsstall im belgischen Ittre. Zuvor stellte er etwa für den großen Handelsstall „Stephex Stables“ aus Wolvertem Pferde auf Turnieren vor.
In Lima, bei den Panamerikanischen Spielen 2019, gewann Brasilien Mannschaftsgold, Veniss ritt hier erneut sein Erfolgspferd Quabri de l'Isle.

## Erfolge
- Olympische Spiele:[4]
  - 2008, Hongkong: mit Un Blanc De Blancs 71. Platz in der Einzelwertung
  - 2016, Rio de Janeiro: mit Quabri de l'Isle 5. Platz mit der Mannschaft und 16. Platz in der Einzelwertung

- Weltreiterspiele:
  - 2010, Lexington KY: mit Amaryllis 4. Platz mit der Mannschaft und 35. Platz in der Einzelwertung
  - 2014, Caen: mit Amaryllis 5. Platz mit der Mannschaft und 35. Platz in der Einzelwertung

- Panamerikanische Spiele:
  - 2007, Rio de Janeiro: mit Un Blanc De Blancs 1. Platz mit der Mannschaft und 5. Platz in der Einzelwertung
  - 2015, Toronto: mit Quabri de l'Isle 4. Platz mit der Mannschaft und 5. Platz in der Einzelwertung
  - 2019, Lima: mit Quabri de l'Isle 1. Platz mit der Mannschaft und 7. Platz in der Einzelwertung

## Pferde
- Quabri de l'Isle (* 2004), Selle Français-Fuchshengst, Vater: Kannan, Muttervater: Socrate de Chivre; bis 2012 von Nicolas Mignon geritten, im Jahr 2013 von Ulrich Kirchhoff und Oleksandr Onyschtschenko geritten[5]
- Un Blanc De Blancs (* 1997), Belgischer Warmblut-Fuchshengst, Vater: Sheyenne de Baugy, Muttervater: Quat’Sous, Besitzer: Pedro Veniss, zuletzt 2010 im internationalen Sport eingesetzt[6]
- Norlam des Etisses (* 2001), Selle Français-Fuchshengst, Vater: Quidam de Revel, Muttervater: Uriel; zuvor von Marlon Módolo Zanotelli geritten, seit 2013 von Eiken Satō, Daniel Deußer, Zoe Conter, Petronella Andersson und Robinson Maupiler geritten[7]
- Amaryllis (* 2000), BWP, Schimmelstute, Vater: Cumano, Muttervater: Darco, Besitzer: Stephex Stables; zuletzt 2011 im internationalen Sport eingesetzt[8]
- Cornet d'Amour (* 2003), Westfälischer Schimmelwallach, Vater: Cornet Obolensky, Muttervater: Damiani; seit Juni 2012 von Daniel Deußer geritten[9]
- Lester Vador (* 1999), Selle Français Fuchswallach, Vater: Bolero de Precey, Muttervater: Mummy's Pet, Besitzer: Stephex Stables; zuletzt 2011 im internationalen Sport eingesetzt[10]